# Saltburn (film)
Pour les articles homonymes, voir Saltburn.
Pour plus de détails, voir Fiche technique et Distribution.
Saltburn ou Derniers Feux à Saltburn au Québec est un film américano-britannique réalisé par Emerald Fennell et sorti en 2023.
Il est présenté au 50e festival du film de Telluride et bénéficie d'une sortie limitée sur le territoire américain le 17 novembre 2023, puis d'une sortie à grande échelle le 22 novembre 2023. En France, il est sorti le 22 décembre 2023 sur la plateforme Prime Video.
Au milieu des années 2000, un jeune étudiant de l'université d'Oxford est invité par l'un de ses camarades de classe à passer l'été à Saltburn, la luxueuse propriété de sa famille. Entre soirées folles, sexe, drogue et luxe, cet été inoubliable tourne au cauchemar.

## Synopsis
Fin 2006, Oliver Quick est étudiant boursier à l'université d'Oxford. Originaire de Prescot, il peine à s'intégrer  en raison de son inexpérience des manières de la classe supérieure. Il se lie cependant d'amitié avec Felix Catton, un étudiant fortuné et populaire, compatissant aux récits d'Oliver sur les problèmes de toxicomanie et de santé mentale de ses parents. Lorsque le père d'Oliver décède soudainement, Felix le réconforte et l'invite à passer l'été dans la maison de campagne de sa famille, à Saltburn.
À Saltburn, Oliver rencontre les parents excentriques de Felix, Sir James et Lady Elspeth, sa sœur Venetia, l'amie d'Elspeth, Pamela, ainsi que le cousin américain de Felix, Farleigh, avec qui Oliver a une relation tendue en tant que camarades de classe à l'université.
Oliver gagne rapidement la sympathie de la famille de Felix (sauf celle de Farleigh), et son obsession pour Felix grandit. Une nuit, il surprend Felix en train de se masturber dans une baignoire et boit lascivement l'eau de bain mélangée au sperme. Oliver séduit Venetia et lui fait un cunnilingus pendant ses règles. Farleigh est témoin de cela et informe Felix. Lorsque Felix confronte Oliver à propos de l'accusation, ce dernier nie tout. Pendant la nuit, Oliver initie une rencontre sexuelle avec Farleigh, le menaçant au passage de le dévoiler. Le lendemain, James expulse Farleigh après avoir reçu un rapport de Sotheby's sur l'intention de Farleigh de vendre certains objets de valeur de James.
À la fin de l'été, Elspeth et James planifient une fête pour l'anniversaire d'Oliver. Felix surprend Oliver avec un voyage pour rencontrer sa mère éloignée, ce qui plonge Oliver dans la panique. En arrivant à la maison familiale à Prescot, Felix réalise qu'Oliver lui a menti sur son éducation. Le père d'Oliver est toujours en vie, aucun de ses parents n'est toxicomane, et ils vivent dans une banlieue respectable de la classe moyenne. Horrifié et blessé par la tromperie d'Oliver, Felix décide de ne rien dire pour épargner à sa famille l'humiliation, mais il ordonne à Oliver de quitter Saltburn après la fête. Pendant les célébrations, Oliver tente de se réconcilier avec Felix en exprimant son adoration pour lui. Felix le rejette et suggère qu'il cherche de l'aide.
Le lendemain matin, on découvre le corps de Felix dans le labyrinthe de haies de Saltburn. Oliver laisse entendre que la mort de Felix est liée à Farleigh fournissant de la drogue lors de la fête, et James retire son soutien financier à Farleigh et l'interdit de revenir. Oliver pleure la mort de Felix et visite sa tombe seul, où il enlève ses vêtements et se frotte contre la terre de la sépulture de Felix.
Après les funérailles de Felix, Elspeth insiste pour qu'Oliver prolonge son séjour à Saltburn. Venetia, de plus en plus perturbée, accuse Oliver de détruire sa famille. Il tente de la séduire, mais elle le repousse finalement, troublée par son imitation croissante de Felix. Le lendemain, on découvre le corps de Venetia, qui s'est tailladée les poignets dans la baignoire. Désespéré par la présence continue d'Oliver à Saltburn et la proximité d'Elspeth avec lui, James le soudoie pour partir, ce qu'Oliver accepte.
En 2022, Oliver lit dans un journal le décès de James. Il a ensuite une rencontre qui semble fortuite avec Elspeth dans un café. Elle est ravie de le revoir et insiste pour qu'il retourne avec elle à Saltburn. Après avoir passé plusieurs mois avec Oliver, Elspeth tombe gravement malade. Sur son lit de mort, Oliver confesse à Elspeth qu'il est responsable des événements tragiques à Saltburn. Il avait orchestré sa rencontre avec Felix à Oxford et avait même planifié sa rencontre avec Elspeth au café, après quoi elle lui a légué tous ses biens, y compris Saltburn. Oliver retire de force le respirateur d'Elspeth, la tuant. Ayant maintenant la propriété de Saltburn et la fortune de la famille Catton, il danse nu autour du manoir.

## Fiche technique
Sauf indication contraire, les informations mentionnées dans cette section peuvent être confirmées par la base de données cinématographiques IMDb,  présente dans la section « Liens externes ».
- Titre original et francophone : Saltburn
- Titre québécois : Derniers Feux à Saltburn
- Réalisation et scénario : Emerald Fennell
- Musique : Anthony Willis II
- Décors : Suzie Davies
- Costumes : Sophie Canale
- Photographie : Linus Sandgren
- Montage : Victoria Boydell
- Production : Emerald Fennell, Josey McNamara, Bronte Payne et Margot Robbie
- Production exécutive : Tom Ackerley, Tim Wellspring
- Sociétés de production : LuckyChap Entertainment, Metro-Goldwyn-Mayer et MRC
- Sociétés de distribution : Metro-Goldwyn-Mayer (États-Unis), Prime Video (France)
- Pays de production :  États-Unis,  Royaume-Uni
- Langue originale : anglais
- Format : couleur - 1:33.1 - 35 mm - Dolby Digital 6.1
- Genre : Comédie dramatique, comédie noire, thriller psychologique
- Durée : 127 minutes
- Dates de sortie :
  - États-Unis : 31 août 2023 (festival du film de Telluride) ; 17 novembre 2023 (sortie limitée)
  - Royaume-Uni : 17 novembre 2023
  - France : 22 décembre 2023 (Prime Video)

## Distribution
- Barry Keoghan (VF : Maxime Baudouin) : Oliver Quick
- Jacob Elordi (VF : Jim Redler) : Felix Catton
- Rosamund Pike (VF : Laura Blanc) : Elspeth Catton
- Richard E. Grant (VF : Éric Legrand) : Sir James Catton
- Alison Oliver (en) (VF : Alice Orsat) : Venetia Catton
- Archie Madekwe (VF : Jhos Lican) : Farleigh
- Carey Mulligan (VF : Hélène Bizot) : Pamela
- Paul Rhys (VF : Guillaume Orsat) : Duncan
- Lolly Adefope (en) (VF : Corinne Wellong) : Lady Daphne
- Ewan Mitchell : Michael Gavey
- Sadie Soverall (VF : Zina Khakhoulia) : Annabel
- Reece Shearsmith (VF : Sébastien Desjours) : Pr Ware
- Dorothy Atkinson (en) : Paula Quick
- Shaun Dooley : Jeff Quick

 Source et légende : version française (VF) sur RS Doublage

## Production

### Genèse et développement
Saltburn est le second film réalisé par Emerald Fennell, après Promising Young Woman (2020). En janvier 2022, la société de production de Margot Robbie, LuckyChap Entertainment, a entamé les discussions pour produire le film. En mai 2022, Josey McNamara, Margot Robbie et Tom Ackerley ont été confirmés en tant que producteurs.

### Distribution des rôles
En mai 2022, Barry Keoghan, Jacob Elordi et Rosamund Pike sont confirmés au casting. En décembre de la même année, Carey Mulligan est, elle aussi, confirmée.

### Tournage
Le tournage commence le 16 juillet 2022 avec Linus Sandgren comme directeur de la photographie, à Drayton House dans le Northamptonshire.

## Accueil

### Sortie
Saltburn est projeté pour la première fois lors du 50e festival du film de Telluride, le 31 août 2023.
Le film bénéficie d'une sortie limitée, le 17 novembre 2023, aux États-Unis, avant d'être distribué plus largement sur le territoire à partir du 22 novembre 2023 par Amazon MGM Studios Distribution, une nouvelle société de distribution créée par Amazon Studios à la suite de leur rachat de la Metro-Goldwyn-Mayer en 2022.
En France, Prime Video se charge de la distribution du film.

## Distinctions

### Nominations
- Golden Globes 2024 :
  - Meilleur acteur dans un film dramatique pour Barry Keoghan
  - Meilleure actrice dans un second rôle pour Rosamund Pike
- BAFTA 2024 :
  - Meilleur film britannique
  - Meilleur acteur pour Barry Keoghan
  - Meilleur acteur dans un second rôle pour Jacob Elordi
  - Meilleure actrice dans un second rôle pour Rosamund Pike
  - Meilleure musique de film pour Anthony Willis